# 皮瓦
皮瓦（波蘭語：Piła，發音：[ˈpiwa] ⓘ，施奈德米爾）是位於波蘭西北部的城市，人口約7萬人。自1999年起，屬於大波蘭省。在1975年至1998年期間，屬於皮瓦省。皮瓦是大波蘭北部地區最大的都市，也是重要的鐵路和公路交通樞紐。皮瓦附近有茂密的森林。

## 友好城市
- 法國 沙泰勒罗
- 德国 庫克斯港
- 義大利 伊莫拉
- 德国 施威林[2]

## 外部連結
- Forum Dyskusyjne Pilskiej Społeczności Internetowej （波兰語）
- Historical informations about Piła （页面存档备份，存于） （波兰語）
- Życie Piły - daily news from Piła （页面存档备份，存于） （波兰語）
- history of the former Jewish community of Schneidemühl / Pila